# Omutninsk
Omutninsk (rusky Омутнинск) je město v Kirovské oblasti v Ruské federaci. Při sčítání lidu v roce 2010 mělo přes třiadvacet tisíc obyvatel.

## Poloha a doprava
Omutninsk leží na řece Omutnaji, přítoku Vjatky v povodí Kamy. Od Kirova, správního střediska oblasti, je vzdálen přibližně 190 kilometrů východně. Severním okrajem města prochází regionální silnice R243, která přichází z Kostromy přes Šarju a Kirov a pokračuje dále do Permu.

## Dějiny
Obec byla založena v roce 1773 v souvislosti s výstavbou železárny později nazývané Omutninskij Zavod. Od roku 1921 je městem.